# قطعنامه ۲۰۳۹ شورای امنیت
قطعنامه ۲۰۳۹ شورای امنیت سازمان ملل متحد که در تاریخ ۲۹ فوریه ۲۰۱۲ تصویب شد، سندی بین‌المللی دربارهٔ صلح و امنیت در آفریقا است. این قطعنامه طی نشست ۶٬۷۲۷ام با ۰ رای موافق، ۰ مخالف و ۰ ممتنع تصویب شد.